# Бацунь
Бацунь (бел. Бацунь) — деревня в Кривском сельсовете Буда-Кошелёвского района Гомельской области Белоруси.

## География
В 25 км на юг от районного центра и железнодорожной станции Буда-Кошелёвская (на линии Жлобин — Гомель), 31 км от Гомеля.

## Транспортная сеть
Транспортные связи по просёлочной, затем автомобильной дороге Жлобин —  Гомель.
Планировка состоит из двух прямолинейных, параллельных улиц, ориентированных с юго-востока на северо-запад. На востоке от них проходит такой же ориентации криволинейная, чуть изогнутая широтная улица, к которой с юга присоединяется короткая улица. Застройка двусторонняя, деревянная, усадебного типа. В 1986 году построены кирпичные дома на 50 семей, в которых в которые были заселены жители из мест, загрязнённых радиацией после Чернобыльской катастрофы.

## История
По письменным источникам известна с XV века Село Бацуни в 1503 году упомянуто в переписке о пограничных спорах между ВКЛ и Московским государством. В селе находились 3 дыма, 2 службы. Упоминается как деревня Буциничи в материалах 1526-27 годов. В 40-х годах XVII века по инвентарю Гомельского староства деревня Бацуны — 3 дыма, 2 службы, 3 вола, 3 коня.
После 1-го раздела Речи Посполитой (1772 год) в составе Российской империи. В 1773 году центр староства, в который входили 2 деревни (240 жителей мужского пола), принадлежала Холецким. В 1861 году происходили волнения крестьян в связи с притеснениями со стороны помещика, были подавлены военной силой и судебным преследованием. В 1872 году открыта школа. Хозяин одного фольварка имел в 1877 г. 280 десятин, второго — 623 десятин земли. По переписи 1897 года располагались хлебозапасный магазин и фольварк. В 1909 году — 1081 десятин земли, школа, мельница, в Чеботовичской волости Гомельского уезда Могилёвской губернии.
С 8 декабря 1926 года до 16 июля 1954 года центр Бацуньского сельсовета Уваровичского, с 17 апреля 1962 года — Буда-Кошелёвского района Гомельского (до 26 июля 1930 года) округа, с 20 февраля 1938 года Гомельской области. Действовали начальная школа, отделение потребительской кооперации, сельскохозяйственное кредитное товарищество, паровая мельница.
В 1930 году организован колхоз «Красный путь», работали кузница и ветряная мельница. Во время Великой Отечественной войны оккупанты сожгли 17 дворов и убили 5 жителей. На фронтах Великой Отечественной войны погиб 121 житель деревни. В память о погибших в 1968 году около правления колхоза установлена скульптура солдата. В 1959 году центр колхоза «Красный путь». Размещалась швейная мастерская, средняя школа, Дом культуры, библиотека, фельдшерско-акушерский пункт, отделение связи, магазин.
В 1969 году в деревню переселились жители соседнего посёлок Пашковский.

## Население
Численность
- 1897 год — 75 дворов, 612 жителей (согласно переписи). Фольварк (4 двора, 21 житель
- 1909 год — 103 двора, 834 жителя.
- 1940 год — 235 дворов, 882 жителя.
- 1959 год — 873 жителя (согласно переписи).
- 2004 год — 230 хозяйств, 490 жителей.
- 2010 год — 412 жителей.
- 2011 год — 416 жителей.
- 2012 год — 407 жителей.
- 2013 год — 396 жителей.
- 2014 год — 378 жителей.
- 2015 год — 163 хозяйств, 368 жителей.